# ديونيسيس سكوليداس
ديونيسيس سكوليداس (باليونانية: Διονύσης Σκουλίδας) مواليد 20 يوليو 1997 في ماروسي، أثينا، اليونان، هو لاعب كرة سلة يوناني. بدأ مسيرته الاحترافية في سنة 2012. يحمل الرقم 24. يبلغ طوله 6 قدم 7 بوصة (2.0 م). لعب مع نادي إيه إي كي لكرة السلة في الدوري اليوناني لكرة السلة.

## روابط خارجية
- ديونيسيس سكوليداس على موقع الاتحاد الدولي لكرة السلة (الإنجليزية)
- ديونيسيس سكوليداس على موقع كرة السلة الأوروبية.كوم (الإنجليزية)
- ديونيسيس سكوليداس على موقع DraftExpress.com (الإنجليزية)
- ديونيسيس سكوليداس على موقع ريلجم (الإنجليزية)
- ديونيسيس سكوليداس على موقع بروبوليرز (الإنجليزية)
- ديونيسيس سكوليداس على موقع سبورتس رفرنس (الإنجليزية)